# 육괴
육괴(陸塊, massif, block)는 판 구조론에서 단층이나 습곡으로 구분되어 있는 암체(岩體)를 말한다. 주로 선캄브리아기의 지층으로 이루어져 있으며, 대체로 고생대 이후에 육지에 노출된 곳이다. 한반도에는 낭림 육괴, 경기 육괴, 영남 육괴 등이 있다.

## 같이 보기

### 한반도의 육괴
- 한국의 지질
  - 낭림 육괴
  - 경기 육괴
  - 영남 육괴